# 山本亜衣
山本 亜衣（やまもと あい、9月13日 - ）は、日本の女性声優、プロ雀士。京都府出身。アミュレート所属。

## 略歴
テレビアニメ『爆走兄弟レッツ&ゴー!!』に登場するミハエル役を演じていた安達忍の声を聞いて女性が演じていた男の子役の魅力を知り、声優を目指した。
2018年10月31日にそれまで所属していたリンク・プランを退所し、同年11月1日よりフリーとして活動していたが、2019年4月1日からアミュレートに所属。
2020年5月12日、自身のTwitterにて結婚および妊娠を発表した。同年8月10日、自身のツイッターで第一子となる女児を出産したことを発表した。
2021年7月、日本プロ麻雀協会の20期後期試験に合格し、女流プロになったことを報告した。

## 人物
方言は京都弁、関西弁。趣味は麻雀、ミニ四駆、ゲーム、野球、お酒、猫。特技はMC、弓道、絵、料理。資格は弓道三段、フィッティングアドバイザー3級、漢検2級。

## 出演
太字はメインキャラクター

### テレビアニメ
2013年
- 断裁分離のクライムエッジ（中等部女子）

2014年
- トリニティセブン（女生徒） - ノンクレジット
- 信長協奏曲
- 月刊少女野崎くん（女子）
- 六畳間の侵略者!?（ダークパープル）

2015年
- 探偵歌劇ミルキィホームズTD（マネージャー）
- 聖剣使いの禁呪詠唱（女子、女子A）
- 俺がお嬢様学校に「庶民サンプル」としてゲッツされた件（お嬢様、華道の先生、メイド）
- ランス・アンド・マスクス（看護師）

2016年
- 初恋モンスター（相澤礼亜）
- マジきゅんっ!ルネッサンス（女子生徒）

2018年
- Fate/EXTRA Last Encore（少女警官）
- あまんちゅ!〜あどばんす〜（岬こころ、生徒）
- 多田くんは恋をしない（家族、イベント係員）
- ヤマノススメ シリーズ（2018年 - 2022年、かすみ） - 2シリーズ
- 東京喰種トーキョーグール:re（アナウンサー）

2019年
- ぱすてるメモリーズ（千住南海）

2020年
- パズドラ（2020年 - 2023年、テツ）
- LALALACOCO（ココ）
- ランウェイで笑って（教師）
- 魔入りました!入間くん（幼いキリヲ）
- 名探偵コナン（女性従業員）

2021年
- 世界最高の暗殺者、異世界貴族に転生する（売り子）

2022年
- サマータイムレンダ（小早川朝子）
- RPG不動産（店員）
- 咲う アルスノトリア すんっ!（パラグラヌム）

2023年
- B-PROJECT〜熱烈*ラブコール〜（女性）
- ニンジャラ（お姉さん、バーニーの飼い主）

2024年
- それいけ!アンパンマン（ネコ美）
- 君は冥土様。（女性店員）

2025年
- ユア・フォルマ（音声広告、ユア・フォルマの声）

### OVA
- ヤマノススメ おもいでプレゼント（2017年、かすみ）

### ゲーム
2013年
- 箱庭のフォルクローレ（青鬼の蒼羅鬼）

2014年
- ゴールドリベリオン（キュクノス）
- 天空のクラフトフリート（キナ、サナ）
- ドリームクラブ Gogo.（セイラ）
- 猫耳さばいばー（みゆ、久遠）

2015年
- 俺に働けって言われても 酉（ジプソフィア・エレガニャ）
- 家電少女（デュアル）
- 幻獣契約クリプトラクト（バルドル、マルール）
- モン娘☆は〜れむ（ルセッタ、マーチ、フィオレ、ジャスミン、シークェル）

2016年
- アイドルコネクト -AsteriskLive-（里中三春）
- 黄金爆走デコトラ★プリンセス（鈴蘭）
- トイズドライブ（水城カレン、フィリパ・ヴァンス、怪盗ラッキー・キャット）
- トリックスター〜召喚士になりたい〜（考古学者フォックス）
- リーリヤのおともだち（久遠）

2017年
- ぱすてるメモリーズ（千住南海）

2018年
- 征戦!エクスカリバー（ニフラ）
- アルテイルNEO（エルミーニア、エレーナ、オペレッタ、カスミ、ルナ、ラヴェンダ）
- ORDINAL STRATA -オーディナル ストラータ-（ソルシェ）
- クイズRPG 魔法使いと黒猫のウィズ（キルラ・コルテロ）

2019年
- EARTH DEFENSE FORCE: IRON RAIN（メイヴ〈オリジナル〉）
- セブンナイツ（ターラ）
- TERA ORIGIN（メリアル）

2020年
- 獅子の如く（妻木煕子）
- デスティニーチャイルド（マーカラ）
- No Straight Roads（サユ）
- グリザイア クロノスリベリオン（筒美凪）

2021年
- 咲う アルスノトリア（パラグラヌム）
- アクション対魔忍（シラユキ）
- モンスターストライク（ヨツバ）
- プロジェクトセカイ カラフルステージ! feat. 初音ミク（2021年 - 2025年、奏の母）
- 白猫プロジェクト（ウータガ）
- 原神（純水精霊・ローデシア、妖狐）

2022年
- グランブルーファンタジー（2022年 - 2023年、カレンティア 他）
- 誓約少女 〜祝砲の元に集いし戦姫たち〜（プリンストン、比叡、キング・ジョージ5世）
- フェアリースフィア（ブリショー）
- 逆転オセロニア（ペトラ）
- アリスフィクション（しゃりゾウたん）
- アノニマス・コード（ヨミ）
- 黒い砂漠（ジャレット・ドモンガット）
- It Takes Two（メイ）
- ワールドフリッパー（フーラン）

2023年
- ヘブンバーンズレッド（習志野ドーム住人）
- Run For Money～逃走ごっこ～（エッグバーニー）
- 誓約少女（プリンストン、比叡、キング・ジョージ5世）
- クッキーラン：キングダム（キラキラグリッター味クッキー）
- ガーディアンテイルズ（リンダ）

2024年
- 龍が如く8（アキコ 他）
- グランブルーファンタジー リリンク
- ファイナルファンタジーVII リバース
- アウタープレーン（クリスティーナ）
- デジボク地球防衛軍2（アネサン）
- 魔導物語 フィアと不思議な学校（ローズマリ）
- アカシッククロニクル（星夢）

2025年
- 龍が如く8外伝 Pirates in Hawaii

### ドラマCD
- Fate/EXTRA Last Encore（2018年、パパルパム・ミュートリン）
- 一生続けられない仕事（2020年、平井由利子）
- ツキウタ。クリソベリル（2023年、村田真子）

### BLCD
- エスケープジャーニー（夕木ミカ）
- ハローモーニングスター（まゆ）

### 吹き替え
- 地球ドラマチック
- パーフェクト・スイーツ!（アリシア、ナタリー）
- PROUD FAMILY（ラ・シェネガ ブールバーデズ）
- プラウドファミリー（ラ・シェネガ）
- モンスターハイ：ブーヨーク・ブーヨーク（フランキー・シュタイン）
- カジノ（ハン・スジン、チン・ヨンヒ）
- 太宗 イ・バンウォン～龍の国～（ミン氏）
- バーニーの世界（ミズ・ルイス）

### ラジオ
- 「俺に働けって言われても酉」発売記念特番（音泉：2016年4月15日）[47]

### その他
- よゐこ部〜弓道部編〜（毎日放送）
- PS〜弁当戦国時代2（中京テレビ） - 町娘
- 松坂屋創業400周年記念パーティー - 社内販売用DVD
- かなりんのトップ目とれるカナ？(ＴＢＳチャンネル１ - 2023年10月21日) - ゲスト対局

### シリーズ一覧
1. ↑  第3期『サードシーズン』（2018年）、第4期『Next Summit』（2022年）